# Lemströms kanal

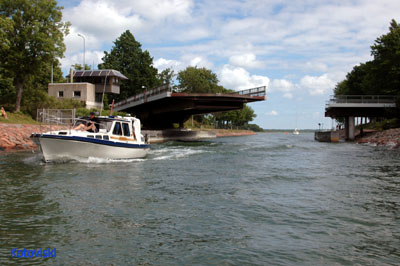
Lemströms kanal sedd från Slemmern.

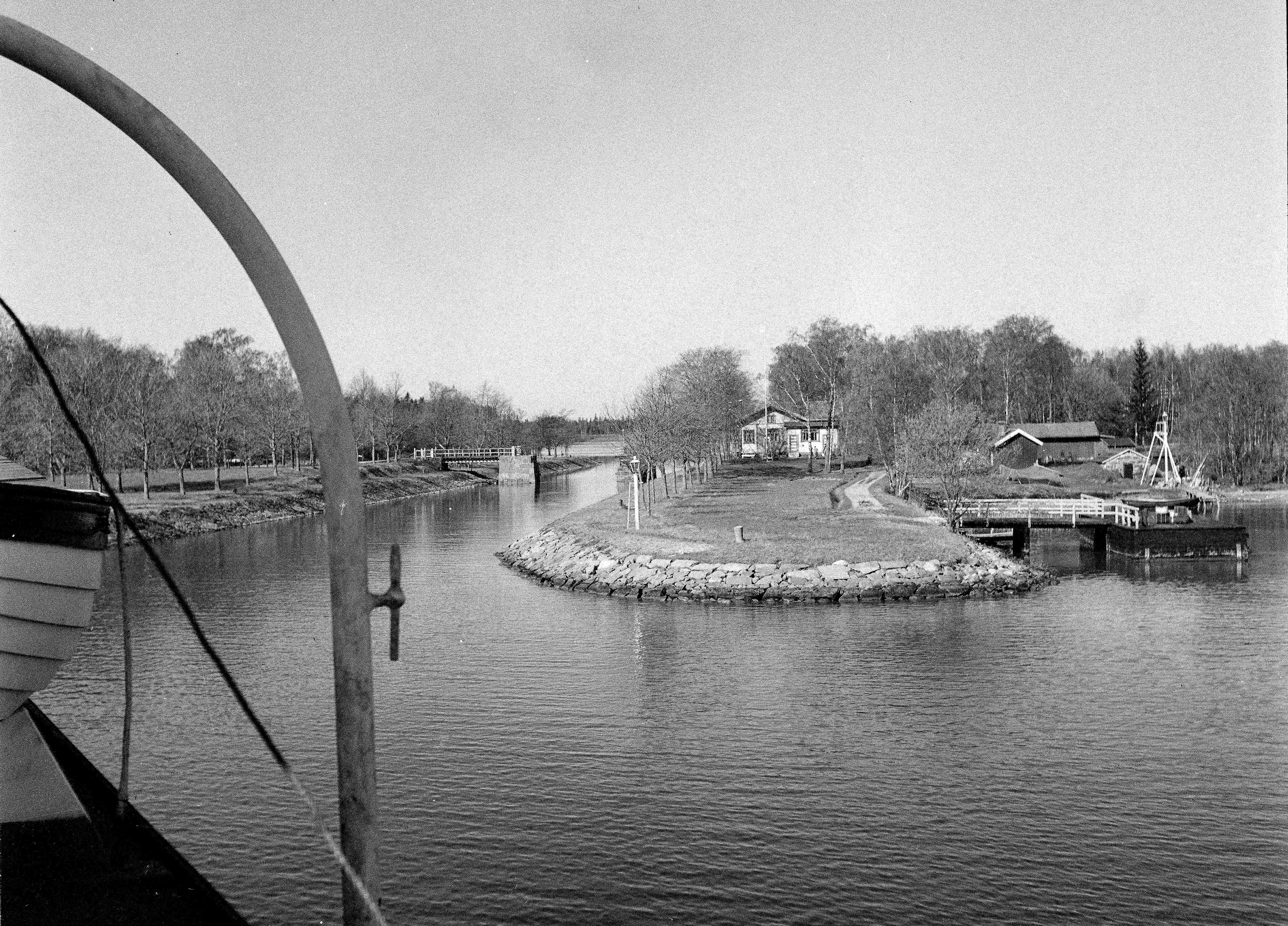
Inloppet till Lemströms kanal 1944.

Lemströms kanal är en kanal på Åland som utgör gräns mellan Jomala och Lemlands kommun. Den är 350 meter lång och sträcker sig mellan Slemmern och Lumparn. Under sommarsäsongen öppnas svängbron över kanalen på fastslagna tider, så att också segelbåtar kan ta sig igenom. Kanalen klarar en maximal båtbredd av 16 meter och maximalt båtdjup på 3,5 meter. Max masthöjd 3,3 meter när bron är stängd och 21 meter när den är öppen.

## Historik
År 1882 förstorades och stenlades kanalen med vackra, röda granitstenar av fångar från fängelser i Finland som erhöll betalning för sitt arbete. Den ryska förvaltningen var inte nöjda med att den nya staden Mariehamn, grundad 1861, idkade mer handel med Sverige och Roslagen istället för österut. Man byggde därför Lemströms kanal som skulle underlätta och popularisera handel österut och inom det ryska riket. Kostnaden för arbetet beräknades till 180 000
mark.
År 1983 byggdes en ny bred bro över kanalen.